# Фарад (одиниця вимірювання)
Фара́д (Ф, F) — одиниця вимірювання електричної ємності в системі SI.
Один фарад дорівнює ємності такого конденсатора, між обкладинками якого за заряду в один кулон виникає електростатична напруга один вольт.
1 Ф = Кл·В−1 = Кл2·Дж−1 = м−2·кг−1·с4·А2.
Одиниця названа на честь англійського фізика Майкла Фарадея.
Один Фарад — дуже велика ємність. Ємність 1 Ф мала б відокремлена металева куля, радіус якої дорівнював би 13 радіусам Сонця. Для порівняння, ємність кулі розміром із Землю, як відокремленого провідника, становила б всього 700 мкФ.

## Визначення
Один фарад визначається як ємність, на якій за заряду в один кулон утворюється потенціал в один вольт. Тобто, один фарад можна вважати такою ємністю, що зберігає заряд в один кулон із різницею потенціалів в один вольт.
Співвідношення між ємністю, зарядом і різницею потенціалів лінійне. Наприклад, якщо поділити різницю потенціалів на конденсаторі на два, кількість заряду, що зберігає в собі цей конденсатор також буде меншою вдвічі.
У більшості застосувань фарад є непрактично великою одиницею вимірювання ємності. Тому найчастіше в електроніці та електротехніці величина ємності задається із такими префіксами:
- 1 mF або 1 мФ (міліфарад, одна тисячна (10−3) фарада) = 1000 μF = 1000000 nF
- 1 μF або 1 мкФ (мікрофарад, одна мільйонна (10−6) фарада) = 0,000 001 F = 1000 nF = 1000000 pF
- 1 nF або 1 нФ (нанофарад, одна більйонна (10−9) фарада) = 0,001 μF = 1000 pF
- 1 pF або 1 пФ (пікофарад, одна трильйонна (10−12) фарада) = 0,001 nF